# Siersplit
Split is een gebroken steen die als funderingsmateriaal of voor sierdoeleinden gebruikt wordt. Restmateriaal dat vrijkomt bij delving van natuursteen wordt verwerkt tot split.  
Split wordt gesorteerd in korrelafmetingen,  bijvoorbeeld 11-22; dit wil zeggen dat de minimale korrelgrootte 11 millimeter is en de maximale korrelgrootte 22 millimeter. Siersplit wordt vooral gebruikt in tuinen.